# La commedia degli errori (musical)
La commedia degli errori  (The Comedy of Errors) è un musical con colonna sonora di Guy Woolfenden e versi, libretto e regia di Trevor Nunn, tratto dall'omonima commedia shakespeariana. Il musical, prodotto dalla Royal Shakespeare Company, ha debuttato a Stratford-upon-Avon nel 1976 e nel 1977 è andato in scena a Londra per la prima volta. Facevano parte del cast originale: Judi Dench, Roger Rees, Michael Williams, Francesca Annis, Richard Griffiths, Griffith Jones e John Woodvine. Il musical ha vinto il Laurence Olivier Award al miglior nuovo musical.